# مؤشر بورصة عمان المرجح للأوراق المالية
مؤشر بورصة عمان المرجح للأوراق المالية هو مؤشر الأسهم في بورصة عمان في الأردن. يعد مؤشر ASE المرجّح أحد مؤشري الأسهم الرئيسيين في البورصة ، والآخر هو مؤشر أسعار البورصة غير المرجح.
تم إنشاء مؤشر بورصة عمان غير المرجح في عام 1980 وكان ناجحًا جدًا. واصلت بورصة عمان إنشاء مؤشر مرجح في عام 1992. يربط المؤشر المرجح، الذي تم ذكر مكوناته بالأسفل، قيمة كل سعر سهم بناءً على القيمة السوقية الإجمالية لكل سهم؛ أي إجمالي مبلغ المال الذي يستحقه السهم في سوق الأسهم. يحسب المؤشر غير المرجح قيمة المؤشر بناءً على السعر وحده.

## قوائم الفهرس
تستخدم كل من المؤشرات المرجحة وغير المرجحة نفس قائمة الأسهم. يتم تقييم مكونات مؤشرات بورصة عمان كل عام. الأسهم الـ 70 المدرجة هنا هي نسخة 2007 من المؤشر. يتم تصنيفها حسب: القطاع المصرفي وقطاع التأمين وقطاع الخدمات والقطاع الصناعي. القوائم مرتبة أبجديا حسب رمز الأسهم.

## القطاع المصرفي
| رمز  | شركة                                      | ملاحظات |
| ---- | ----------------------------------------- | ------- |
| ABCO | المؤسسة العربية المصرفية / الأردن         |         |
| AJIB | بنك الاستثمار العربي الأردني              |         |
| ARBK | البنك العربي                              |         |
| BOJX | بنك الأردن                                |         |
| CABK | بنك القاهرة عمان                          |         |
| EXFB | كابيتال بنك الأردني                       |         |
| JIFB | البنك الأردني للاستثمار والتمويل          |         |
| JOGB | البنك التجاري الأردني                     |         |
| JOIB | البنك الإسلامي الأردني للتمويل والاستثمار |         |
| JOKB | البنك الأردني الكويتي                     |         |
| JONB | البنك الوطني الأردني                      |         |
| THBK | بنك الإسكان للتجارة والتمويل              |         |
| UBSI | بنك الاتحاد للادخار والاستثمار            |         |

## قطاع التأمين
| رمز  | شركة                                      | ملاحظات |
| ---- | ----------------------------------------- | ------- |
| AAIN | شركة النسر العربي للتأمين                 |         |
| AIUI | الاتحاد العربي الدولي للتأمين             |         |
| ARAI | الشركة العربية الأمريكية للتأمين التكافلي |         |
| ARAS | الضامنون العرب                            |         |
| JIJC | الأردن الدولية للتأمين                    |         |
| JOIN | التأمين الاردني                           |         |
| MEIN | شركة الشرق الأوسط للتأمين                 |         |

## قطاع الخدمات
| رمز  | شركة                                                    | ملاحظات |
| ---- | ------------------------------------------------------- | ------- |
| AAFI | الأمين للاستثمار                                        |         |
| ABMS | البلاد للخدمات الطبية                                   |         |
| AEIV | الشرق العربي للاستثمار                                  |         |
| AIHO | العربية الدولية للفنادق                                 |         |
| AMAL | الأمل للإستثمار                                         |         |
| AMWL | إدارة المحافظ الاستثمارية وخدمات الاستثمار              |         |
| ARED | التطوير العقاري العربي                                  |         |
| BAMB | بيت المال للادخار والاستثمار للإسكان                    |         |
| EMAR | شركة إعمار للاستثمار والتطوير العقاري                   |         |
| IBFM | الوساطة الدولية والأسواق المالية                        |         |
| ICMI | الدولية للاستثمار الطبي                                 |         |
| ITSC | مدارس الاتحاد                                           |         |
| JEIH | الأردنية القابضة للاستثمار                              |         |
| JETT | جوردان اكسبريس للنقل السياحي                            |         |
| JOEP | الطاقة الكهربائية الاردنية                              |         |
| JOIT | صندوق الاستثمار الأردني                                 |         |
| JNTH | التجمعات للتموين والإسكان                               |         |
| JTEL | الاتصالات الأردنية                                      |         |
| MERM | التجمعات للمشاريع السياحية                              |         |
| NAQL | مقايضة النقل والاستثمار                                 |         |
| NPSC | المحفظة الوطنية للأوراق المالية                         |         |
| PRES | مؤسسة الصحافة الاردنية / الراعي                         |         |
| REAL | الشرق العربي للاستثمارات العقارية                       |         |
| REDV | التطوير العقاري                                         |         |
| REIN | استثمار عقاري                                           |         |
| SHIP | خطوط الملاحة الوطنية الاردنية                           |         |
| SITT | السلام الدولية للنقل والتجارة                           |         |
| SPIC | مجمعات الاستثمار المتخصصة                               |         |
| TAMR | جوردان تامر                                             |         |
| UAIC | المستثمرون العرب المتحدون                               |         |
| ULDC | مؤسسة الاتحاد لتطوير الأراضي                            |         |
|      | الدولية للفنادق والمولات                                |         |
|      | مشاريع الشرق للاستثمار                                  |         |
|      | عمد وهاندي للإسكان                                      |         |
|      | العربية الدولية للاستثمار والتعليم                      |         |
|      | تطوير واستثمار الأراضي الشاملة                          |         |
|      | مجموعة الاستشارات والاستثمار                            |         |
|      | الشركة العربية الدولية للتنمية والاستثمار               |         |
|      | المستثمرون والشرق العربي للاستثمارات الصناعية والعقارية |         |
|      | الأردنية للاستثمار والنقل السياحي (ألفا)                |         |
|      | جمعية ضمان القروض الأردنية                              |         |
|      | عقار أردني للتنمية                                      |         |
|      | المحفظة العقارية والاستثمار                             |         |
|      | التجارة والاستثمار المتخصص                              |         |
|      | زارا للاستثمار القابضة                                  |         |

## القطاع الصناعي
| رمز  | شركة                                      | ملاحظات |
| ---- | ----------------------------------------- | ------- |
| AALU | صناعة الألمنيوم العربية                   |         |
| ACDT | الشركة العربية لصناعة المنظفات الكيماوية  |         |
| AIFF | المصانع العربية الدولية للأغذية           |         |
| APMC | الشركة العربية لصناعة الأدوية             |         |
| APOT | البوتاس العربي                            |         |
| CEBC | شركة الفارس الوطنية للاستثمار والتصدير    |         |
| DADI | دار الدواء للتنمية والاستثمار             |         |
| ELZA | الزي لصناعة الالبسة الجاهزة               |         |
| FNVO | أول زيت نباتي وطني                        |         |
| IENG | رم للصناعات المعدنية                      |         |
| ITCC | الدولية للتبغ والسجائر                    |         |
| JNCC | كابل الأردن الجديد                        |         |
| JOCF | مصانع الخزف الاردنية                      |         |
| JOCM | مصانع الأسمنت الأردنية                    |         |
| JOIR | الموارد الصناعية                          |         |
| JOPH | مناجم الفوسفات الأردنية                   |         |
| JOPI | صناعة الأنابيب الأردنية                   |         |
| JOPT | مصفاة البترول الأردنية                    |         |
| JOST | جوردان ستيل                               |         |
| JOWM | المطاحن الأردنية                          |         |
| MECE | مجمع الشرق الأوسط للهندسة                 |         |
| NATA | الشركة الوطنية لصناعة الألمنيوم           |         |
| NATC | الكلور الوطني                             |         |
| NAST | الوطنية لصناعة الصلب                      |         |
| RMCC | الباطون الجاهز والتوريدات الإنشائية       |         |
| UMIC | العالمية الحديثة للصناعات                 |         |
| UTOB | الاتحاد للتبغ                             |         |
| WIRE | الشركة الوطنية لصناعة الكابلات والأسلاك   |         |
|      | القدس للخرسانة الجاهزة                    |         |
|      | مجموعة القرن للاستثمار                    |         |
|      | مشاريع متعددة شاملة                       |         |
|      | الصناعية التجارية والزراعية               |         |
|      | صناعة الصيدلة الاردنية                    |         |
|      | الشرق الأوسط للصناعات الدوائية            |         |
|      | اتحاد الصناعات الكيماوية والزيوت النباتية |         |
|      |                                           |         |

## روابط خارجية
- بورصة عمان ؛ انقر على «معلومات السوق» لقراءة المزيد عن المؤشر المرجح لرأس المال السوقي